# Karol Fabris
Karol Fabris (ur. 12 kwietnia 1902 w Kőszeg, zm. 21 lutego 1982 w Katowicach) – polski inżynier górnictwa, działacz państwowy i sportowy, podsekretarz stanu w resortach związanych z górnictwem (1957–1971).

## Życiorys
Syn Antoniego i Augustyny. W 1925 ukończył inżynierię górniczą na Akademii Górniczej w Krakowie. Po studiach kierował kopalnią rudy cynkowej Segiet w Reptach koło Tarnowskich Gór, następnie od 1926 do 1939 był zawiadowcą KWK Grodziec, po czym praktykował w Towarzystwie Anaconda Cooper Mining Co. w Stanach Zjednoczonych. W latach 1930–1939 kierownik kopalni „Giesche” w Janowie. W Katowicach rozpoczął organizowanie klubu piłki ręcznej, które nie doszło do skutku ze względu na wybuch wojny (później m.in. na tej bazie powołano GKS Katowice, początkowo posiadający sekcję piłki ręcznej). W okresie II wojny światowej pracował w firmach inżynieryjnych w Kielcach. Pod koniec stycznia 1945 znalazł się w grupie inicjatywnej kierowanej przez Aleksandra Zawadzkiego, mającego zorganizować struktury władzy ludowej i ponownie uruchomić kopalnie na Górnym Śląsku.
Od stycznia 1945 pracował kolejno w zarządzie KWK „Kleofas” w Katowicach (1945), główny inżynier i dyrektor techniczny Chorzowskiego Zjednoczenia Przemysłu Węglowego w Chorzowie (1945–1946), naczelny dyrektor Zjednoczenia Przemysłu Węglowego w Zabrzu (1946–1947), naczelny dyrektor Centrali Zaopatrzenia Materiałowego Przemysłu Węglowego w Katowicach (1947–1948) oraz zastępca i dyrektor techniczny Jaworznicko-Mikołowskiego Zjednoczenia Przemysłu Węglowego w Mysłowicach (od 1948). Od 1947 działał w Polskiej Partii Robotniczej i następnie Polskiej Zjednoczonej Partii Robotniczej. W marcu 1949 wykluczony z PZPR, pozostał bezpartyjny. W okresie od stycznia do marca 1957 pełnił funkcję podsekretarza stanu w Ministerstwie Górnictwa Węglowego, a po przekształceniu do stycznia 1971 w Ministerstwie Górnictwa i Energetyki. Wchodził w skład Państwowej Rady Górnictwa, był też pełnomocnikiem rządu ds. rozwoju Rybnickiego Okręgu Węglowego (1959–1960) i szefem Rady Naukowo-Technicznej ds. Górnictwa (1981–1982). W 1964 został pierwszym prezesem GKS Katowice.
Został pochowany na Cmentarzu Starym w Kielcach.

## Odznaczenia i wyróżnienia
Odznaczony m.in. Złotym Krzyżem Zasługi (1945), Krzyżem Kawalerskim (1948) i Oficerskim (1953) Orderu Odrodzenia Polski, Orderem Sztandaru Pracy II klasy (1954)
Złotym Krzyżem Zasługi za zasługi w pracy zawodowej w dziedzinie górnictwa. W 1964 otrzymał nagrodę państwową I stopnia w zakresie geologii (surowców), górnictwa i energetyki.